# Club dels 27

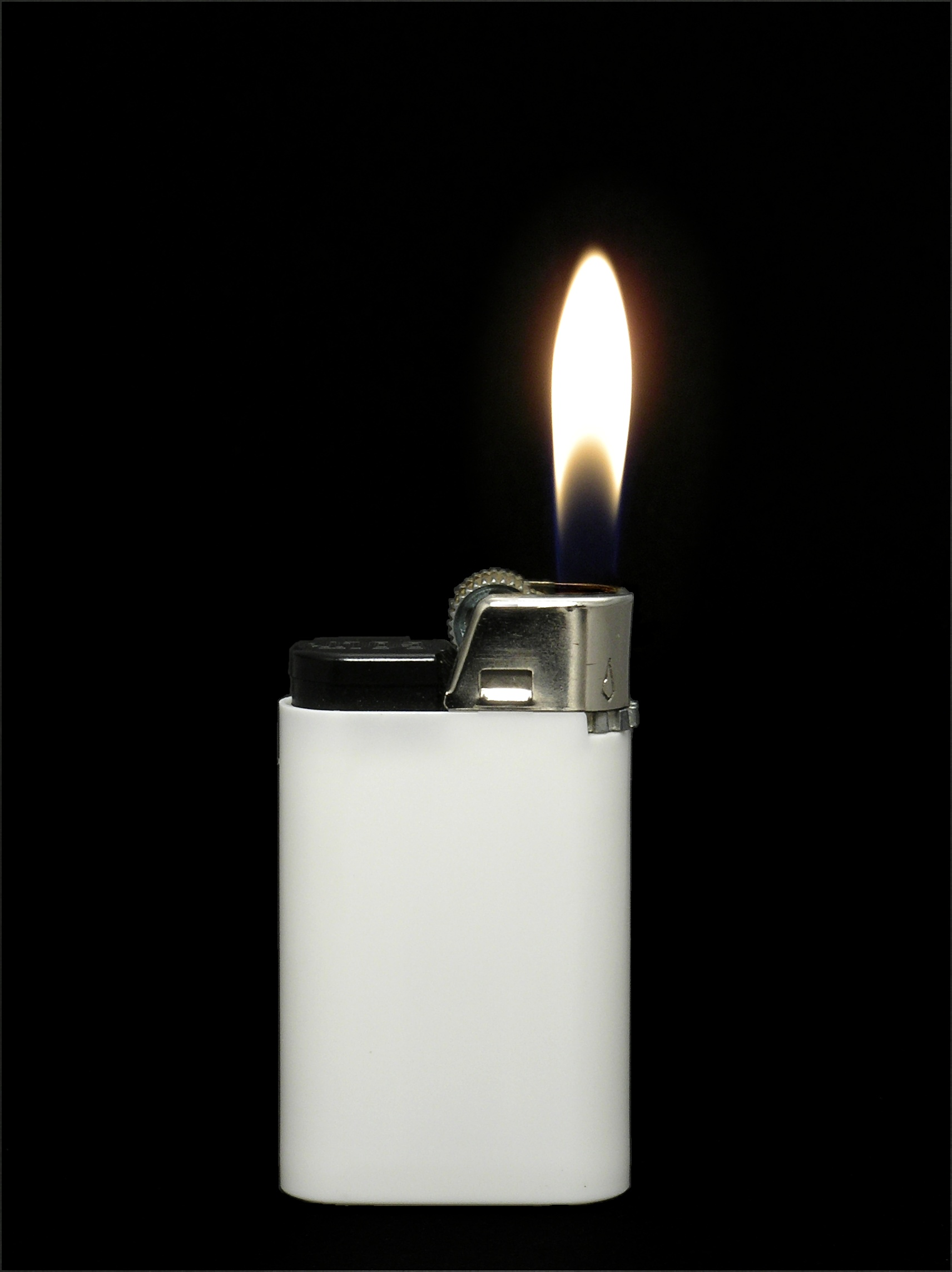
L'encenedor blanc és considerat una maledicció per la cultura de drogues.

El Club dels 27 (27 Club o Forever Club, en anglès) és un terme que fa referència a un grup d'influents músics de rock i blues, entre altres estils musicals, que van morir als 27 anys, majoritàriament a causa d'abusos d'alcohol, drogues, i en altres casos, suïcidis o accidents. El nombre de músics que han mort a aquesta edat i les circumstàncies de moltes d'aquestes morts han donat lloc a la idea que les morts prematures a aquesta edat són relativament usuals, tot i que no és així.
El "club" ha estat citat, en diverses ocasions, en revistes de música i la premsa diària. Diverses exposicions s'han dedicat al club, així com la realització de novel·les, pel·lícules i obres de teatre. Hi ha hagut moltes teories i diferents especulacions sobre les causes d'aquestes morts primerenques i les seves possibles connexions. El biògraf de Cobain i Hendrix, Charles R. Cross escrigué: "El nombre de músics que van morir als 27 és veritablement notable. Hi ha éssers humans que moren regularment en totes les edats, però hi ha un pic estadístic per als músics que moren als 27."
No obstant això, un estudi publicat al British Medical Journal al desembre de 2011 va arribar a la conclusió que no hi va haver un augment en el risc de mort per als músics a l'edat de 27, malgrat que els músics van enfrontar a un major risc de mort en els 20 i 30 anys. La investigació informal mitjançant una consulta automatitzada de dades a través de Wikipedia (via DBpedia) en 2012 va arribar a la mateixa conclusió: "potser el club dels 27 és un club de músics maleïts, però el club dels 74 és més popular."

## Artistes inclosos normalment en el Club 27
Hi ha una superstició en la cultura de les drogues que sosté que l'ús d'un encenedor blanc atreu la mala sort. Es diu que aquesta superstició es va originar del fet que 4 dels 5 membres del Club dels 27 (Kurt Cobain, Jimmy Hendrix, Janis Joplin i Jim Morrison) posseïen un encenedor blanc quan van morir. Brian Jones és l'únic d'ells que no portava a sobre aquest element en el moment de la seva mort. Una altra famosa superstició, anterior es troba en la figura de Robert Johnson a la seva cançó Crossroads que es pot veure relacionada als rituals Hoodoo populars a Nova Orleans entre la comunitat afroamericana i al mal nom que tenia la música blues considerada "la música del diable", aquests rituals estan estretament emparentats amb l'afirmació que els membres d'aquest famós "Club" tenien un deute pendent amb el "diable", que els hauria ajudat a assolir la fama i influència aconseguida.
Els artistes més universals enquadrats en aquest club són:
| Foto          | Nom           | Nacionalitat  | Data de naixement      | Data de mort              | Causa de mort | Reputació |
| ------------- | ------------- | ------------- | ---------------------- | ------------------------- | --- | --- |
| Brian-Jones   | Brian Jones   | Britànic      | 28 de febrer de 1942   | 3 de juliol de 1969       | Possible accident o suïcidi. Va ser trobat ofegat a la piscina de casa seva amb grans quantitats d'alcohol i altres drogues a l'organisme. | Guitarra Rítmica i diversos instruments en la banda britànica The Rolling Stones. Primer líder d'aquesta banda. |
| Jimi Hendrix  | Jimi Hendrix  | Estatunidenc  | 27 de novembre de 1942 | c. 18 de setembre de 1970 | Es va ofegar amb el seu propi vòmit, causat per una sobredosi de pastilles per a dormir, mentre dormia. Es desconeix si va ser un accident o un suïcidi. | Va ser un gran guitarrista, cantant i compositor estatunidenc. És considerat un dels més grans guitarristes de la història del rock a causa de la gran influència sobre la majoria dels guitarristes i a l'ús del seu so a la guitarra i estil de rock. |
| Janis Joplin  | Janis Joplin  | Estatunidenca | 19 de gener de 1943    | 4 d'octubre de 1970       | Sobredosi d'heroïna i altres drogues | Cantant blues: veu principal i autora de les cançons per a la Big Brother And The Holding Company, la The Kozmic Blues Band i la Full Tilt Boogie Band.                                                                                                 |
| Jim Morrison  | Jim Morrison  | Estatunidenc  | 8 de desembre de 1943  | 3 de juliol de 1971       | Va morir d'una fallada cardíaca a la banyera de casa seva, quan es prenia un bany. Mai li van fer cap autòpsia, motiu pel qual es desconeix l'origen de la fallada. Probablement està relacionat amb el seu habitual consum excessiu d'alcohol i altres drogues. | Poeta, cantant: líder, autor de les cançons i director dels videoclips de The Doors gran influència en la rebel·lia rockera. |
|               | Kurt Cobain   | Estatunidenc  | 20 de febrer de 1967   | c. 5 d'abril de 1994      | Suïcidi amb una escopeta, en un moment vital al qual es medicava contra la depressió i prenia drogues recreatives, es va tirar un tret al cap. | Cantant i guitarrista, autor de les cançons i líder de Nirvana creadora d'un nou estil de rock i un dels primers en l'afinació de la guitarra en re#.                                                                                                   |
| Amy Winehouse | Amy Winehouse | Britànica     | 14 de setembre de 1983 | 23 de juliol de 2011      | Coma etílic | Cantant i compositora d'imatge icònica. Va obrir el camí per a un corrent de revivalisme soul encara avui en voga. |

## Altres artistes morts als 27 anys
Majoritàriament no se'ls coneix com a integrants del "Club", tot i que també van morir a aquesta edat.
| Nom                   | Nacionalitat         | Data de naixement      | Data de defunció               | Causa de defunció                              | Reputació                                                                | Referències   |
| --------------------- | -------------------- | ---------------------- | ------------------------------ | ---------------------------------------------- | ------------------------------------------------------------------------ | ------------- |
| Robert Johnson        | Estatunidenc         | 8 de maig de 1911      | 16 d'agost de 1938             | Enverinament                                   | Cèlebre guitarrista blues                                                | [ 10 ] [ 11 ] |
| Jesse Belvin          | Estatunidenc         | 15 de desembre de 1932 | 6 de febrer de 1960            | Accident de trànsit                            | Cantant i compositor rhythm and blues                                    | [ 10 ] [ 11 ] |
| Alan Wilson           | Estatunidenc         | 4 de juliol de 1943    | 3 de setembre de 1970          | Sobredosis de barbitúrics (possible suïcidi)   | Líder, cantant i compositor principal de Canned Heat                     | [ 10 ] [ 11 ] |
| Linda Jones           | Estatunidenca        | 14 de desembre de 1944 | 14 de març de 1972             | Coma diabètic                                  | Cantant soul                                                             |               |
| Les Harvey            | Escocesa             | 1945                   | 3 de maig de 1972              | Electrocució amb el micròfon                   | Guitarrista de Stone The Crows                                           | [ 11 ]        |
| Ron "Pigpen" McKernan | Estatunidenc         | 8 de setembre de 1945  | 8 de març de 1973              | Hemorràgia gastrointestinal                    | Membre fundador, vocalista i pianista de Grateful Dead                   | [ 10 ] [ 11 ] |
| Dave Alexander        | Estatunidenc         | 3 de juny de 1947      | 10 de febrer de 1975           | Pneumònia                                      | Baixista de Stooges                                                      | [ 10 ] [ 11 ] |
| Peter Ham             | Britànic             | 27 d'abril de 1947     | 24 d'abril de 1975             | Suïcidi (penjament)                            | Pianista, guitarrista i líder de Badfinger                               | [ 10 ] [ 11 ] |
| Gary Thain            | Neozelandesa         | 15 de maig de 1948     | 8 de desembre de 1975          | Sobredosi d'heroïna                            | Baixista d'Uriah Heep i de la banda de Keef Hartley                      | [ 10 ] [ 11 ] |
| Cecilia               | Espanyola            | 11 d'octubre de 1948   | 2 d'agost de 1976              | Accident de trànsit                            | Cantautora                                                               |               |
| Helmut Köllen         | Alemanya             | 2 de març de 1950      | 3 de maig de 1977              | Enverinament amb monòxid de carboni            | Baixista de Triumvirat                                                   | [ 10 ]        |
| Chris Bell            | Estatunidenc         | 12 de gener de 1951    | 27 de desembre de 1978         | Accident de trànsit                            | Cantant solista; veu, compositor i guitarrista de Big Star               | [ 10 ] [ 11 ] |
| Dennes Boon           | Estatunidenc         | 1 d'abril de 1958      | 22 de desembre de 1985         | Accident de trànsit                            | Guitarrista i frontman de Minutemen                                      | [ 10 ] [ 11 ] |
| Frederich Plüss       | Alemanya             | 20 d'octubre de 1961   | 27 de febrer de 1989           | Accident en paracaigudes                       | Saxofonista d'Echo & the Bunnymen                                        |               |
| Pete de Freitas       | De Trinitat i Tobago | 2 d'agost de 1961      | 14 de juny de 1989             | Accident motociclista                          | Bateria d'Echo & the Bunnymen                                            | [ 10 ] [ 11 ] |
| Mia Zapata            | Estatunidenca        | 25 d'agost de 1965     | 7 de juliol de 1993            | Homicidi                                       | Veu principal de The Gits                                                | [ 10 ] [ 11 ] |
| Kristen Pfaff         | Estatunidenca        | 26 de maig de 1967     | 15 de juny de 1994             | Sobredosi d'heroïna                            | Baixista de Hole                                                         | [ 10 ] [ 11 ] |
| Richey James Edwards  | Britànica            | 22 de desembre de 1967 | 1 de febrer de 1995 (probable) | Desaparegut l'1 de febrer de 1995              | Guitarrista de Manic Street Preachers                                    | [ 10 ]        |
| Fat Pat               | Estatunidenc         | 21 de febrer de 1970   | 3 de febrer de 1998            | Homicidi                                       | Raper i membre de Screwed Up Click                                       | [ 10 ] [ 11 ] |
| Freaky Tah            | Estatunidenc         | 17 de maig de 1971     | 28 de març de 1999             | Homicidi                                       | Raper i membre de Lost Boyz                                              | [ 10 ]        |
| Sean Patrick McCabe   | Estatunidenc         | 13 de novembre de 1972 | 28 d'agost de 2000             | Asfíxia per vòmit després del consum d'alcohol | Cantant d'Ink & Dagger                                                   | [ 10 ] [ 11 ] |
| Jeremy Michael Ward   | Estatunidenc         | 5 de maig de 1976      | 25 de maig de 2003             | Sobredosi d'heroïna                            | Tècnic de so de Mars Volta i De Facto                                    | [ 10 ] [ 11 ] |
| Bryan Ottoson         | Estatunidenc         | 18 de març de 1978     | 19 d'abril de 2005             | Sobredosi accidental                           | Guitarrista d'American Head Charge                                       | [ 10 ]        |
| Rodrigo Bueno         | Argentí              | 24 de maig de 1973     | 24 de juny de 2000             | accident automobilístic                        | Cantant                                                                  |               |
| Jonghyun Kim          | Coreà                | 8 d'abril de 1990      | 18 de desembre de 2017         | Suïcidi                                        | Membre del grup de pop coreà SHINee, artista solitari, poeta, escriptor. |               |

## Homenatges
El músic vergelità Carles Ribot va retre homenatge als integrants del Club dels 27 amb el disc "vergesdosmiladéu" (2010), el mateix any en ell mateix complia els vint-i-set anys.
Charly García, juntament amb David Lebón, van publicar la cançó "El club de los 27" al disc de 2024 "La lógica del escorpión", en què parla d'aquest club, esmentant membres com Brian Jones i Kurt Cobain..